# Ctenocompa amydrota
Ctenocompa amydrota är en fjärilsart som beskrevs av Edward Meyrick 1920. Ctenocompa amydrota ingår i släktet Ctenocompa och familjen säckspinnare. Inga underarter finns listade i Catalogue of Life.